# 1997 год в боксе
1997 год в боксе.

## Любительская карьера

### Чемпионат мира
Чемпионат мира состоялся с 18 по 26 октября в Будапеште, Венгрия.
| Дисциплина                     | Золото                     | Серебро                       | Бронза                                                 |
| Light Flyweight (- 48 кг)      | Маико Ромеро Куба          | Роэль Веласко Филиппины       | Рудольф Дуди Словакия Даниэль Петров Болгария          |
| Flyweight (- 51 кг)            | Мануэль Мантилья Куба      | Ильфат Разяпов Russia         | Омар Андрес Нарваэс Аргентина Булат Ямадилов Казахстан |
| Bantamweight (- 54 кг)         | Раимкуль Малахбеков Россия | Вальдер Фонт Куба             | Сонер Гарагёз Турция Арама Рамазян Армения             |
| Featherweight (- 57 кг)        | Иштван Ковач Венгрия       | Фальк Хусте Германия          | Саян Санчат Россия Русинельсон Харди Куба              |
| Lightweight (- 60 кг)          | Александр Малетин Россия   | Тументсетсег Уитумен Монголия | Коба Гоголадзе Грузия Син Ул Чун Южная Корея           |
| Light Welterweight (- 63,5 кг) | Дорел Симион Румыния       | Паат Гвасалия Россия          | Тонтон Семекала Швеция Лукаш Конечны Чехия             |
| Welterweight (- 67 кг)         | Олег Саитов Россия         | Сергей Дзинзирук Украина      | Хуан Эрнандес Сьерра Куба Марьян Симион Румыния        |
| Light Middleweight (- 71 кг)   | Альфредо Дувергель Куба    | Ермахан Ибрагимов Казахстан   | Еркумент Аслан Турция Адриан Дьякону Румыния           |
| Middleweight (- 75 кг)         | Жолт Эрдеи Венгрия         | Ариэль Эрнандес Куба          | Дирк Эйгиндброд Германия Жан-Поль Менди Франция        |
| Light Heavyweight (- 81 кг)    | Александр Лебзяк Россия    | Фредерик Серра Франция        | Исраэль Альварес Куба Стефен Кирк Ирландия             |
| Heavyweight (- 91 кг)          | Феликс Савон Куба          | Мике Ханк Германия            | Туе Борн Томсен Дания Джакоббе Фрагомени Италия        |
| Super Heavyweight (+ 91 кг)    | Георгий Канделаки Грузия   | Алексус Рубалькаба Куба       | Сергей Ляхович Беларусь Паоло Видоц Италия             |

## Профессиональный бокс

### Тяжёлый вес
- 7 февраля  Леннокс Льюис победил TKO5  Оливера Маккола, в бою за вакантный титул чемпиона мира по версии WBC.
- 29 марта  Майкл Мурер защитил MD титул IBF в бою с  Фоном Бином.
- 28 июня состоялся легендарный второй поединок между  Эвандером Холифилдом и  Майком Тайсоном. Тайсон откусил Холифилду ухо в третьем раунде и был дисквалифицирован. Холифилд победил DQ3
- 28 июня  Херби Хайд нокаутировал  Тони Такера, и стал новым чемпионом мира по версии WBO.
- 12 июля  Леннокс Льюис победил DQ5  Генри Акинваде и защитил титул чемпиона мира по версии WBC.
- 4 октября  Леннокс Льюис победил KO1  Анджея Голоту и защитил титул чемпиона мира по версии WBC.
- 8 ноября состоялась объединительный бой между чемпионом WBA,  Эвандером Холифилдом и чемпионом IBF,  Майклом Мурером. Холифилд победил RTD8

### Первый тяжёлый вес
- 8 октября  Имаму Мэйфилд победил UD  Юрая Гранта, и стал новым чемпионом мира по версии IBF.
- 8 октября  Фабрис Тьоззо победил UD  Нейта Миллера, и стал новым чемпионом мира по версии WBA.

### Полутяжёлый вес
- 21 марта  Грациано Роккиджани в бою за вакантный титул WBC победил SD  Майкла Нанна.
- 18 июля  Рой Джонс вернулся в полутяжёлый вес, победил чемпиона WBA,  Лу Дель Валле, и объединил титулы WBA и WBC, который был ему вернут, а поединок Роккиждани с Нанном задним числом был признан не титульным. Позже Роккиджани подал в суд на WBC, и отсудил 31 миллионов долларов, получил признание как чемпион 1998 года.
- Дариуш Михалчевски трижды защитил титул чемпиона мира по версии WBO.

### Второй средний вес
- 27 марта  Рише Вудхолл победил UD  Тулани Малингу, и стал новым чемпионом мира по версии WBC.

### Полусредний вес
- 18 сентября  Оскар Де Ла Хойя победил RTD8  Хулио Сесар Чавес, и защитил титул чемпиона мира по версии WBC.

### Второй лёгкий вес
- 28 ноября  Костя Цзю победил TKO5  Диосбелиса Уртадо, и снова завоевал титул чемпиона мира по версии IBF.

### Второй полулёгкий вес
- 3 октября 21-летний  Флойд Мэйвезер победил RTD8  Хенаро Эрнандеса, и стал новым чемпионом мира по версии WBC.